# Reaxys
Reaxys je chemická faktografická databáze, která poskytuje informace z organické, organokovové, anorganické a fyzikální chemie, včetně plánování syntéz. Slouží jako nástroj pro podporu výzkumu v oblasti chemie. Její informace se nacházejí v jednom společném uživatelském rozhraní, jenž obsahuje relevantní zdrojové informace.
Databáze, stejně jako ochranná známka Reaxys, jsou vlastněny společností Reed Elsevier Properties SA a používány na základě její licence.